# Ulica Smocza w Warszawie
Ulica Smocza – ulica w warszawskiej dzielnicy Wola, na Muranowie. 

## Opis
Dawna droga, częściowo uregulowana w XVIII wieku. Urzędową nazwę ulicy Smoczej nadano w 1771. Pochodzenie tej nazwy nie jest znane. Według różnych źródeł może ona wywodzić się od bardzo załamanego przebiegu ulicy lub też znajdującego się przy niej domu pod znakiem smoka.
W 1871 na terenie między obecnymi ulicami: Smoczą, Glinianą, Okopową i Niską, w miejscu zasypanych i splantowanych glinianek, rozpoczęła się budowa garbarni, działającej od lat 80. XIX wieku pod firmą Bracia Pfeiffer. 
W 1914 roku do kamienicy przy ul. Nowolipki 53, znajdującej się na rogu ul. Smoczej, wprowadził się wraz z rodziną Józef Rotblat, laureat Pokojowej Nagrody Nobla w 1995 roku (od 2018 roku upamiętnia go nazwa znajdującego się w tym miejscu skweru).
W okresie międzywojennym mieszkał przy niej przede wszystkim żydowski proletariat i biedota. 
5 listopada 1923 roku oddano do użytku linię tramwajową przebiegającą wzdłuż ulicy na odcinku pomiędzy skrzyżowaniami z ulicami Gęsią i Nowolipie.
W listopadzie 1940 ulica została w całości włączona do getta. Pod numerem 7 znajdowała się kamienica należąca do jednej z dwóch spółdzielni mieszkaniowych, które znalazły się na terenie dzielnicy zamkniętej − Drugiej Warszawskiej Spółdzielni Własnych Mieszkań (jej członkami były w większości osoby niebędące Żydami, które w 1940 roku musiały się wyprowadzić). 
26 listopada 1940 roku z ulicy wycofano linie tramwajowe przeznaczone dla ludności nieżydowskiej, jednak torowisko było nadal wykorzystywane przez oznaczone Gwiazdą Dawida tramwaje przeznaczone tylko dla Żydów do czasu rozpoczęcia wielkiej akcji deportacyjnej w lipcu 1942 roku.
W dniach 6–11 września 1942, podczas wielkiej akcji deportacyjnej, między ulicami: Smoczą, Gęsią, Zamenhofa, Szczęśliwą i placem Parysowskim zgromadzono ok. 100 tys. mieszkańców getta („kocioł na Miłej” lub „kocioł na Niskiej”). W wyniku selekcji 32 tys. osób otrzymało „numerki na życie” i mogło pozostać w getcie, 2,6 tys. zastrzelono, a ponad 54 tys. wywieziono do obozu zagłady w Treblince.
Zabudowa ulicy uległa całkowitemu zniszczeniu w latach 1943–1944.

## W kulturze
Wspomnieniu ulicy Smoczej w Warszawie poświęcona jest pieśń Majn szwester Chaje Binema Hellera.

## Ważniejsze obiekty
- Państwowe Liceum Sztuk Plastycznych im. Wojciecha Gersona (nr 6).